# 2*Sweet
2*Sweet，台灣女子組合，成員為雙胞胎姊妹萱野可芬和萱野可芳，兩人從事演員、主持人、歌手等工作，她們的父親是日本橫濱人，母親是台灣人，是台日混血兒，在台灣長大，她們還有一個妹妹，還有一隻寵物妹妹萱野P。

## 音樂作品

### EP
- 2014年2月14日發行首張同名EP
- 2015年12月聖誕單曲 2*sweet今年聖誕會下雪 Feat.James李日詹

### MV
- 王心凌－美麗的日子
- 陳永龍－告別
- 郭書瑤－自己回家
- 鍾舒祺－wanna want you
- 誓言－影子
- 張信哲－陪伴

## 影視作品
- 2009年 公視偶像劇《熱血青春》 可芬飾 真妹
- 2010年 電影《初戀風暴》 可芬飾 小荳
- 2010年 電視電影《看見天堂》 可芬飾 妮妮
- 2011年世新大學廣電畢業製作《暖暖》可芳飾 夏雨
- 2011年 台視偶像劇《國民英雄》 可芬飾 陳思佳
- 2011年青輔會青年壯遊宣傳短片
- 2012年 華視、八大綜合台偶像劇《給愛麗絲的奇蹟》  可芳飾演 蘇美玫
- 2012年 中視、中天綜合台偶像劇《白色之戀》 可芬飾 櫻井春子
- 2012年 龍山寺形象短片
- 2013年 小紅帽x2*sweet番外篇
- 2013年 台視、八大綜合台偶像劇《流氓蛋糕店》可芬飾 背包客（「公司」成員）、可芳飾 「公司」成員
- 2014年 電影《大稻埕》飾日本少女
- 2014年 東森幼幼台偶像劇《萌學園六復活之戰》 可芳飾 諾蓓兒
- 2015年 中視金鐘電視電影《願望清單》 可芬飾 希希  可芳飾 望望
- 2016年 微電影《愛麗絲的告白前夕》 飾愛麗絲
- 2016年 電影《萌學園之尋找磐古》 可芳飾 羅　娜
- 2016年 電視《High 5 制霸青春》可芬飾 雙雙 可芳飾 冬冬

## 節目

### 主持
- 台灣腳逛大陸(2010/05/06,2010/05/13,2010/06/24,2010/07/15)
- 美眉向前行》(2012/10/29,2012/11/19,2012/11/26,2012/12/03,2012/12/10)
- 2*sweet@JAPAN
- 紅豆泥2*sweet (2013/12/20) 台灣達人秀頻道撥出
- 寶島縱貫線(2014/7/5)

## 活動演出
- 2013 華亞科技-舞動華亞舞蹈大賽-嘉賓
- 2013 MEMOBOOK粉絲見面會- 2*sweet 粉絲見面會-世貿一館
- 2013 MORRISK-2*sweet 粉絲見面會
- 2013 夏戀童話演唱會  8/11
- 2013 明星公益棒球賽-表演嘉賓-桃園國際棒球場 11/30
- 2013-2014 香港跨年演唱會-上水廣場
- 2014 第五屆手繪童心公益包展 忠孝SOGO

```
     3/10~3/16展出   4/1~4/7 日本表參道 展
```

- 2014 國際美容展-世貿一館 -出席嘉賓3／22
- 2014 525我愛屋 樂透抽百萬 活動大使 3/24~5/25
- 2014 台中元宵演唱會
- 2014 海賊王 旗艦店 開幕嘉賓 3/29
- 2014 2*sweet 全省慶功簽唱會

```
     3/29 1900 台中-中友百貨  2100 台中-5大逢甲歡樂星廣場
     3/30 1400 台南-南方公園  1700 高雄-新光三越百貨  2000 高雄-光南唱片 文橫店
```

- 2014 2*sweet 全省慶功簽唱會 4/12 台北-美麗華樂園 14:00
- 2014 交通大學56周年校慶演唱會4/12
- 2014 新光三越春夏時尚服裝秀-表演嘉賓
- 2014 全國中等學校-選手之夜 演唱會
- 2014 台南海事-校慶演唱會 5/16
- 2014 525我愛屋 樂透抽百萬 活動大使 5/25
- 2014 香港YES IDOL校園巡迴演唱會 5/28
- 2014 高雄義守大學 畢業演唱會 6/5
- 2014 2*sweet X Monster 發表會 6/7 台北新光三越 法雅客
- 2014 2*sweet X Monster 發表會 6/14 高雄夢時代
- 2014 高雄義樹人技術學院 畢業演唱會 6/18
- 2014 2*sweet X Monster 發表會 6/21 台北NEO19
- 2014 公益活動代言記者會 6/24 典華旗艦店
- 2014 2*sweet X Monster 代言記者會 7/1  華山藝文中心
- 2014 夏戀童話演唱會 part2  8/23
- 2014 香港新城電台*最受歡迎新勢力組合獎- 2*sweet
- 2014 苗栗聯合大學校慶演唱會 11/17
- 2014 萌學園6復活之戰~高雄夢時代見面簽名會 12/6
- 2015 奇景光電 尾牙 1/22 台南廠
- 2015 奇景光電 尾牙 1/30 新竹廠
- 2015 104全中運開幕式演出 4/25
- 2015 MTV x 南強工商 夢想演唱會 5/17
- 2015 新北市丹鳳國中 畢業演唱會 5/22
- 2015 新北市新莊國中 生涯追夢演唱會 5/26
- 2015 士林國中 畢業演唱會 5/28
- 2015 漳和國中 畢業演唱會 6/5
- 2015 夏戀童話演唱會 之 好想談戀愛 8/29
- 20151223 南強工商 歲末演唱會
- 20151224 蘭陽技術學院 聖誕演唱會
- 2015 金夜沸騰 跨年演唱會 12/31
- 2016 全國高級中等學校童軍大露營開幕式 1/25
- 20160205 香港創意年宵@灣仔
- 20160221 十方之愛元宵晚會
- 20160228 林大晉慶功演唱會-嘉賓
- 20160312 2*sweet+李宗霖 聯合簽名會

```
        3/12 15:00高雄夢時代   3/12 19:00台南-南方公園 
```

- 20160409 adidas活動
- 20160416 TVBS全球中文音樂榜上榜 LIVE開場演出
- 20160923 南強工商迎新演唱會演出
- 20161019 高苑科大迎新演唱會演出
- 20161112 高雄女中校庆演唱会
- 20161221 义守大学圣诞演唱会
- 20161222 高雄餐旅学院圣诞演唱会
- 20161222 长荣大学圣诞演唱会
- 20161230 台湾科技大学 校园演唱会

### 校園演唱
- 20130524 台南海事 畢業演唱會
- 20140412 新竹交通大學 校慶演唱會
- 20140516 台南海事 畢業演唱會
- 20140529 香港聖母無玷聖心書院
- 20140615 高雄義守大學 關山文藝月之閉幕演唱會
- 20140618 高雄樹人醫專 畢業演唱會
- 20141003 台北育達高職 迎新演唱會
- 20141117 苗栗國立聯合大學~客來斯樂-音樂晚會
- 20150517 MTV x 南強工商 夢想演唱會
- 20150522 新北市丹鳳國中 畢業演唱會
- 20150526 新北市新莊國中 生涯追夢演唱會
- 20150528 士林國中 畢業演唱會
- 20150605 漳和國中 畢業演唱會
- 20151223 南強工商 歲末演唱會
- 20151224 蘭陽技術學院 聖誕演唱會
- 20160125 全國高級中等學校童軍大露營開幕式 長榮大學
- 20160923 南強工商迎新演唱會演出
- 20161019 高苑科大迎新演唱會演出
- 20161112 高雄女中校慶演唱會
- 20161221 義守大學聖誕演唱會
- 20161222 高雄餐旅學院聖誕演唱會
- 20161222 長榮大學聖誕演唱會
- 20161230 台灣科技大學 校園演唱會

## 書籍出版
- 萌妝－讓男生忍不住想啾咪的心機美妝課
- 2*sweet輕旅行@沖繩

## 廣告
- 東元雙胞胎冷氣
- 必勝客
- hi-chew打氣篇
- 7-eleven佛蒙特咖哩[5]
- 中華電信
- 雪芙蘭
- 馬玉山粥品
- YAHAMA機車
- 中保科技
- 康師傅礦泉水(中國)
- sony alpha55(中國)
- 樂事(中國)
- 屈臣氏
- 植覺洛神花茶(中國)
- 屈臣氏手機APP
- canon powershot n100 you & me(相機)代言人
- Canon PowerShot N2 亞洲區代言
- 金門高粱

## 外部連結
- 萱野可芬 萱野可芳的Facebook專頁
- 萱野可芬x萱野可芳的新浪微博
- YouTube上的萱野可芬 萱野可芳
- 2*sweet 官方Twitter（页面存档备份，存于）